# Bob Schreiner
Bernardus Arthus Marie (Bob) Schreiner (Den Haag, 23 augustus 1915 – Brasschaat, 31 december 1994) was de oprichter van Schreiner Airways.

## Leven en werk
Schreiner wist in 1945 vanuit zijn huiskamer met een klein aantal luchtvaartagentschappen een vliegbedrijf te starten dat hij zou uitbreiden tot een succesvolle internationale luchtvaartonderneming. 
In 1945 richtte Schreiner het bedrijf Schreiner Airways op. In 1964 koos Schreiner  als thuishaven voor Rotterdam Airport waar op 22 juni 2006 een bronzen borstbeeld van Schreiner werd onthuld door zijn kleinzoon Olivier en luchthavendirecteur Roland Wondolleck.
Schreiner Airways werd in 2005 overgenomen door de Canadian Helicopter Corporation.

## Publicaties
- Arnoud Schreiner: Bob Schreiner 1915-1994. Luchtvaartpionier. [S.l.], 2016. ISBN 978-90-824919-0-6